# 김영신 (피아니스트)
김영신은 대한민국의 피아니스트다.
서울예술고등학교를 졸업하고 서울대학교 음악대학 기악과 재학 중 독일로 유학을 떠났다. 베를린 국립 음악대학교에서 대한민국의 석사 과정에 해당하는 Diplom을 취득하고, 스위스 바젤 대학교 음악대학 장학생으로서 최고 연주자 과정(Solist Diplom)을 수석 입학 및 졸업했다. 이어 음악 교육학 Diplom을 취득한 후, 파리로 건너가 파리 에꼴 노르말에서 Perfectionnement 과정을 수료했다.
현재 전주대학교 예체능대학교 음악학과 교수, 앙상블 '예(藝)'의 단원으로 활동하고 있다.

## 경력
- 바젤 심포니 오케스트라, 아르가우어 심포니 오케스트라(Schenk 장학재단 후원), 글로리아 실내악단, KBS 교향악단, Royal Amsterdam Concertgebouw String Quartet 등과 협연

## 수상

### 한국
- 경기 초등학교 콩쿠르 대상
- 전국 틴에이저 콩쿠르 1위
- 서울예고 실내악 경연대회 입상

### 한국 외
- 이탈리아 Citta di Moncalieri 국제 콩쿠르 1위
- Francisco Forgione 국제 콩쿠르 1위
- 이탈리아 Citta di Valentino 국제 콩쿠르 1위
- 이탈리아 Citta di Padova 국제 콩쿠르 1위
- 그리스 Seiler 국제 콩쿠르 Special Mention
- 바젤 오케스트라 협회가 수여하는 젊은 음악가 장려상 수상